# Lee Thompson Young
Lee Thompson Young (Columbia, Carolina del Sur, 1 de febrero de 1984-Los Ángeles, 19 de agosto de 2013) fue un actor estadounidense. Conocido por su papel de adolescente como el personaje principal en la serie de televisión de Disney Channel, The Famous Jett Jackson, Smallville y como Chris Comer en la película Friday Night Lights.

## Biografía
Young nació en Columbia, Carolina del Sur, hijo de Velma y Tommy Scott Young. Estaba en segundo grado cuando sus padres se separaron y se fue a vivir con su madre. A los diez años, interpretó a Martin Luther King en una obra llamada Una noche de estrellas y sueños de Dwight Woods, y en el Teatro de Repertorio de Phillis Wheatley de Greenville, Carolina del Sur. Fue entonces cuando decidió que quería ser actor.

## Carrera
Lee se trasladó a la ciudad de Nueva York en junio de 1996, pero no fue hasta el año siguiente que hizo una audición para el papel de Jett Jackson en The Famous Jett Jackson. Se filmó el piloto y descubrió en junio de 1998 a través de Disney Channel que la serie había sido aceptada; más tarde se convirtió en una película de Disney Channel, en junio de 2001. Young también protagonizó Johnny Tsunami (1999), otra película de Disney Channel, como Sam Sterling. La película fue un éxito, pero no repitió el papel en la secuela, Johnny Kapahala: Vuelva a bordo (2007).
Después de la cancelación de The Famous Jett Jackson, Young tuvo apariciones como invitado en la serie de CBS, The Guardian. También tuvo un papel en la película Friday Night Lights (2004), interpretando a Chris Comer, y una parte en la redención de la película Jamie Foxx Redención: La historia de Stan Tookie Williams (2004). Lee apareció en la serie dramática de UPN South Beach, e interpretó a Victor Stone (conocido en DC Comics como Cyborg) en un episodio de la quinta temporada de la serie de televisión Smallville, en 2006; en un episodio de la sexta temporada, llamado "Justicia" (18 de enero de 2007), y de nuevo en la novena temporada, en el episodio "La salvación" (14 de mayo de 2010).
Young apareció en la película Akeelah and the Bee (2006), interpretando al hermano de Akeelah, Devon. Interpretó a un novato de la Guardia Nacional, llamado Delmar, en The Hills Have Eyes (2006). En 2009, Young interpretó a un presumido pasante quirúrgico en la exitosa comedia Scrubs. Se reveló que su personaje era un niño con sobrepeso. El personaje se ve envuelto en un romance con uno de los médicos internos.
Young desempeñó el papel de Al Gough, un agente del FBI, en el drama de televisión de ABC, FlashForward. Se le da de baja de la serie en el episodio 7, cuando su personaje se suicidó para evitar la muerte de un civil inocente. Su último papel fue como Barry Frost, un compañero de Jane Rizzoli (Angie Harmon) en el drama de TNT, Rizzoli & Isles, hizo también una aparición en el drama de Fox, The Good Guys como el socio y hermano de negocios de un traficante de armas.

## Vida personal
Lee se graduó con honores de la Universidad del Sur de California, donde se especializó en Artes Cinematográficas y fue miembro de la fraternidad Kappa Alpha Psi. A Young le gustaba escribir y escribió el guion del cortometraje Mano en 2007.

## Muerte
El 19 de agosto de 2013, Young no se presentó para el rodaje de un episodio de Rizzoli & Isles. Se alertó a la policía para ver cómo estaba en su apartamento de Los Ángeles, donde fue encontrado muerto. Su mánager confirmó que el actor se quitó la vida. La policía confirmó que la causa de muerte fue al parecer una herida de bala autoinfligida. Young tenía 29 años.
Después de los servicios funerarios en el Cementerio Inglewood Park, Young fue enterrado en Lakeview Memorial Garden, York, Carolina del Sur. Un servicio conmemorativo de tres horas se llevó a cabo en el lote de los estudios Paramount.
La familia de Young puso en marcha la Fundación Lee Thompson Young, en un esfuerzo para ayudar a eliminar el estigma que rodea las enfermedades mentales.